# Raymond James Stadium
O Raymond James Stadium é um estádio localizado em Tampa, Flórida, Estados Unidos. É a casa da equipa de futebol americano Tampa Bay Buccaneers, da equipa de futebol americano da Universidade do Sul da Flórida e foi casa da extinta equipa de futebol Tampa Bay Mutiny, da MLS.
Inaugurado em 20 de Setembro de 1998 com o jogo Tampa Bay Buccaneers 15 - 27 Chicago Bears como Tampa Community Stadium, tem capacidade para 65.000 torcedores (podendo ser ampliado para 75.000 em eventos especiais).
O estádio possui na sua arquibancada um artefacto bem inusitado, uma réplica de um navio pirata. Quando o Tampa Bay marca um Touchdown os seus canhões disparam seis vezes, disparam uma vez para um ponto extra, três para um Field Goal e duas para um safety ou uma conversão de dois pontos. 
Actualmente tem o nome de Raymond James Stadium por causa de um contrato de Naming rights com a financeira Raymond James Financial.
Recebeu o Super Bowl XXXV (2001) - quando o Baltimore Ravens venceu o New York Giants, o Super Bowl XLIII (2009) - quando o Pittsburgh Steelers ganhou do Arizona Cardinals pelo placar de 27 a 23, e o Super Bowl LV (2021) quando o Tampa Bay Buccaneers venceu o Kansas City Chiefs pelo placar de 31 a 9. É a primeira vez que a franquia dona do estádio joga e vence em casa. Também recebeu a WrestleMania 37 em 2021.